# Vulturnus ornatus
Vulturnus ornatus är en insektsart som beskrevs av William Lucas Distant 1912. Vulturnus ornatus ingår i släktet Vulturnus och familjen dvärgstritar. Inga underarter finns listade i Catalogue of Life.